# Jamila Gordon
Jamila Gordon est une scientifique et une entrepreneuse somalienne-australienne. Elle est la PDG et fondatrice d'une entreprise australienne, Lumachain, proposant des logiciels SaaS, utilisant l'intelligence artificielle et la technologie blockchain pour la gestion de circuits d'approvisionnement alimentaire. 
Après avoir échappé à la guerre civile somalienne à l'âge de dix-huit ans, elle a migrée au Kenya avant de s'installer en Australie, où elle a obtenu un diplôme en informatique de l'université La Trobe. Devenue entrepreneuse dans le domaine des technologies de l’information, elle a par la suite été désignée lauréate mondiale de Microsoft dans le cadre de l'International Women's Entrepreneurship Challenge 2018, entrepreneuse innovatrice de l'année en Australie et en Nouvelle-Zélande dans le cadre des Women in AI Awards 2020, entrepreneuse de l'année NSW Pearcey 2021. Cette même année 2021, elle figure sur la liste 100 Women de la BBC.

## Biographie
Jamila Gordon est née dans une famille nomade de l'arrière-pays de la Somalie et a grandi dans un petit village, faisant partie d'une famille de 16 enfants. En tant que fille aînée, elle est amenée à se consacrer à la gestion de la maison familiale dès l'âge de cinq ans environ, et ces responsabilités prennent le pas sur son éducation. Sa famille déménage à Mogadiscio lorsqu'elle a 11 ans pour éviter la sécheresse. Lorsque la guerre civile somalienne éclate, elle est envoyée au Kenya y rejoindre des parents éloignés,.  Elle y rencontre un routard australien qui l'aide à s'installer en Australie. Après son arrivée dans ce pays, effectuant des petits métiers pour gagner sa vie,, elle suit des cours d'anglais et s'inscrit à un programme de comptabilité à l'université La Trobe de Melbourne . Elle change ensuite de spécialisation pour devenir ingénieure logiciel après avoir suivi un cours de programmation facultatif. Elle obtient une licence en commerce et technologie de l'information en 1995.
Après avoir obtenu son diplôme, Gordon est employée dans le développement de logiciels, puis dans la gestion de projets. Elle travaille notamment dans le domaine des logiciels pour British Gas et, plus tard, pour Emirates Airlines. Elle est  ensuite employée par Deloitte, puis, en tant que chef de projet senior, chez IBM. En 2001, IBM l'a mute en Europe, où elle intervient dans plusieurs pays, et dirige des déploiements mondiaux chez des clients d'IBM tels quela compagnie d’assurance AXA, ou encore la banque ABN AMRO. En 2007, elle est embauchée en tant que directrice de l'information par la compagnie aérienne australienne Qantas, puis par Leighton Holdings/CIMIC (en).
En avril 2018, elle fonde une entreprise, Lumachain, qui fournit un logiciel utilisant les techniques blockchain et de vision par ordinateur pour la gestion des approvisionnements dans l'industrie de la viande, avec un financement de départ de 3,5 millions de dollars, lors d'un tour de table mené par le fonds de capital-risque du Commonwealth Scientific and Industrial Research Organisation (CSIRO). Son objectif déclaré est de renforcer la transparence des chaînes d'approvisionnement alimentaire mondiales et de fournir un enregistrement vérifiable pour déterminer si un article provient de sources éthiquement responsables (y compris sur les conditions de travail et le respect du code de la santé). En 2019, la société s'est associée à Microsoft, JBS S.A. et CSIRO pour des essais à une échelle plus large. 
Elle favorise également la diversité et l'inclusion des femmes dans les STIM (acronyme de science, technology, engineering, and mathematics). Elle aide aussi les réfugiés de diverses origines à réussir en Australie.

## Distinctions
- 2018 : Global Awardee, Microsoft International Women Entrepreneurship Challenge (IWEC)[9].
- 2020 : NSW Pearcey Entrepreneur of the Year Award, Fondation Pearcey[10].
- 2021 : Innovatrice de l'année en Australie et en Nouvelle-Zélande, Women in AI Award[11].
- 2021: 100 Women[12].